# Szentiványi Lajos (festő)
Szentiványi Lajos (Déva, 1909. július 6. – Budapest, 1973. szeptember 9.) Kossuth-díjas festő. Tájképeket, csendéleteket, enteriőröket figurális kompozíciókat, arcképeket festett posztnagybányai stílusban, ugyanekkor koloritja, könnyed lírai ecsetkezelése rokonságot mutat a Párizsi iskolával is.

## Életpályája
Beiratkozott az Iparrajz Iskolába, majd a Magyar Képzőművészeti Főiskolán (1930-37) folytatta tanulmányait, itt Benkhard Ágost osztályába járt. Benkhard egyben a miskolci művésztelep vezetőjeként is működött, így Szentiványi is sokat tanult és alkotott a miskolci művésztelepen, közben a főiskolán Rudnay Gyulával, Csók Istvánnal, Réti Istvánnal és Vaszary Jánossal is korrigáltatta festményeit, sőt még 1932-ben a Glatz Oszkár vezette soproni művésztelepet is látogatta.
Szakdolgozatát 1936-ban írta Van Gogh életéről, munkásságáról, kéziratban maradt, a Képzőművészeti Egyetem őrzi.
1936-ban nyerte el a Balló Ede ösztöndíjat, amely segítségével európai országokba (Olaszország, Németország, Dánia, Hollandia, Ausztria) tett tanulmányutakat. 1947-ben Párizsba ment ösztöndíjjal, ott kiállítása is volt, melynek nyomán amerikai meghívásokat kapott. Szentiványi itthon próbált boldogulni. Két évig (1952-54) tanított a Színház- és Filmművészeti Főiskolán.
Festményeit az 1950-es évek első felében nem értékelték a szocreál kritikusok, de az 1950-es évek közepén megtört a jég, plein air frissessége, napfényes koloritja, inpresszionisztikusan vázlatos, könnyed rajzai meghozták a sikert, murális munkákra kapott megrendeléseket, könyvgrafikai munkásságával is kitűnt. 1957-től az Iparművészeti Főiskolán, majd a Képzőművészeti főiskolán tanított, számos későbbi kiváló képzőművész őt vallotta a mesterének. A Magyar Nemzeti Galériában rendezett 1979-es emlékkiállításáról reprezentatív, reprodukciókkal illusztrált katalógus jelent meg.
Jeles közgyűjtemények őrzik műveit, köztük a Magyar Nemzeti Galéria, a Kiscelli Múzeum, a pécsi Janus Pannonius Múzeum.

## Kiállítások (válogatás)

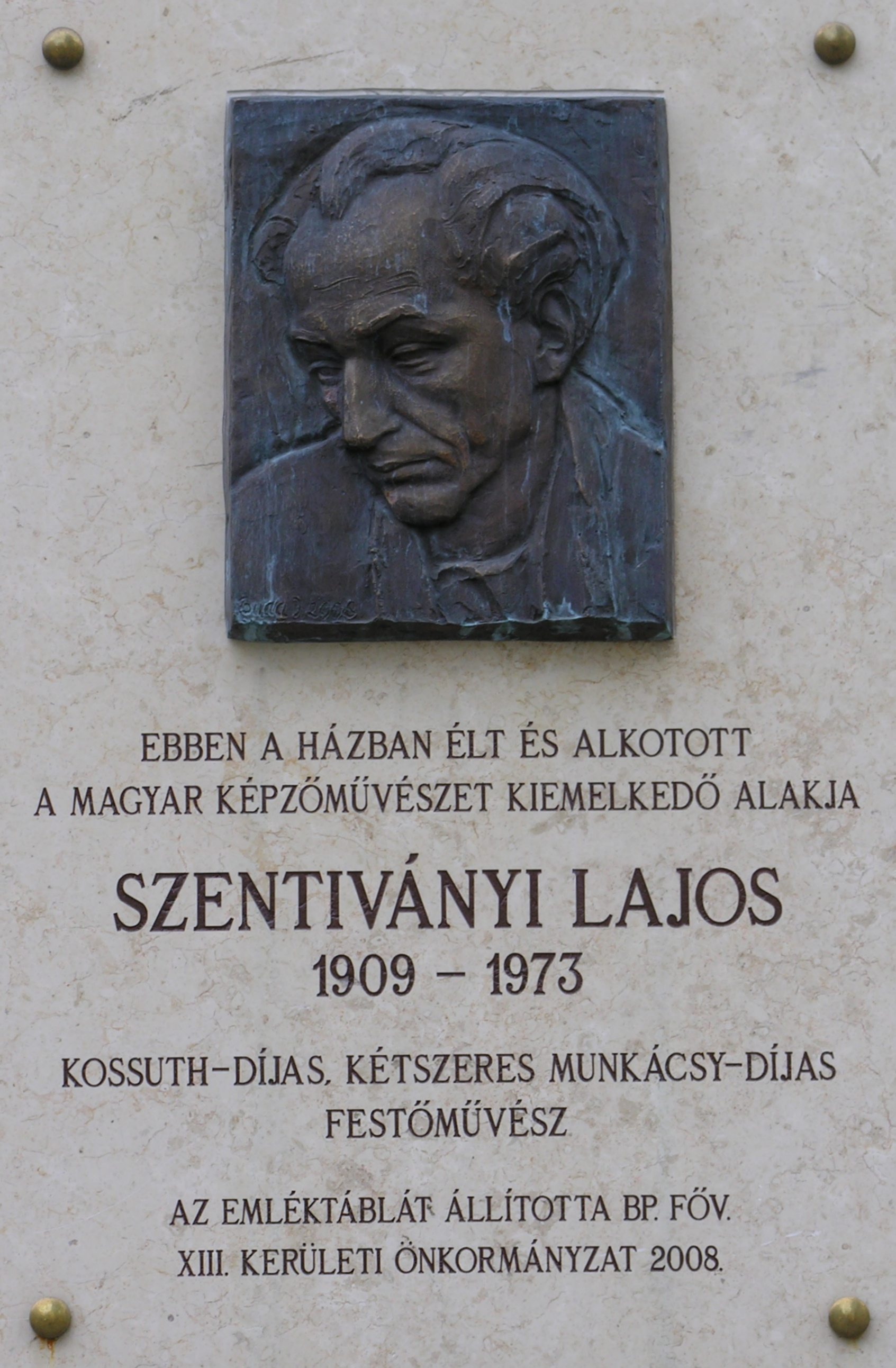
Szentiványi Lajos emléktáblája
Máglya köz 2.

## Kiállítások (válogatás)[5]

### Egyéni
- 1943 • Gyűjteményes kiállítása. Nemzeti Szalon, Budapest (A kiállítást rendezte Petrovics Elek) • Genf • Bázel
- 1944 • François Gachot lakása, Budapest
- 1946 • Művészek Szabad Szakszervezete, Budapest
- 1947 • Galerie Guenégeaud (Bartha Lászlóval, Duray Tiborral), Párizs
- 1948 • Fényes Adolf Terem, Budapest (Szabó Ivánnal)
- 1954 • Derkovits Terem, Budapest
- 1963 • Medgyessy Terem, Debrecen
- 1967 • Mini Galéria, Újpest, Budapest
- 1968 • Medgyessy Terem, Debrecen
- 1973 • Rudnay Terem, Eger
- 1999 • Szentiványi Lajos emlékkiállítása, Erdős René Ház, Budapest • Vigadó Galéria, Budapest • Magyar Képzőművészeti Egyetem - Barcsay Terem
- 2007 • Galéria RadaR, Budapest

### Csoportos
- 1946 • V. ker. Nemzeti Bizottság, Budapest
- 1947 • KÉVE, Nemzeti Szalon, Budapest
- 1948 • Magyar valóság, Fővárosi Képtár, Budapest • Közösségi művészet felé, Magyar Képzőművészek Szabadszakszervezete, Budapest
- 1960 • XXX. velencei biennále, Velence

## Festményei (válogatás)

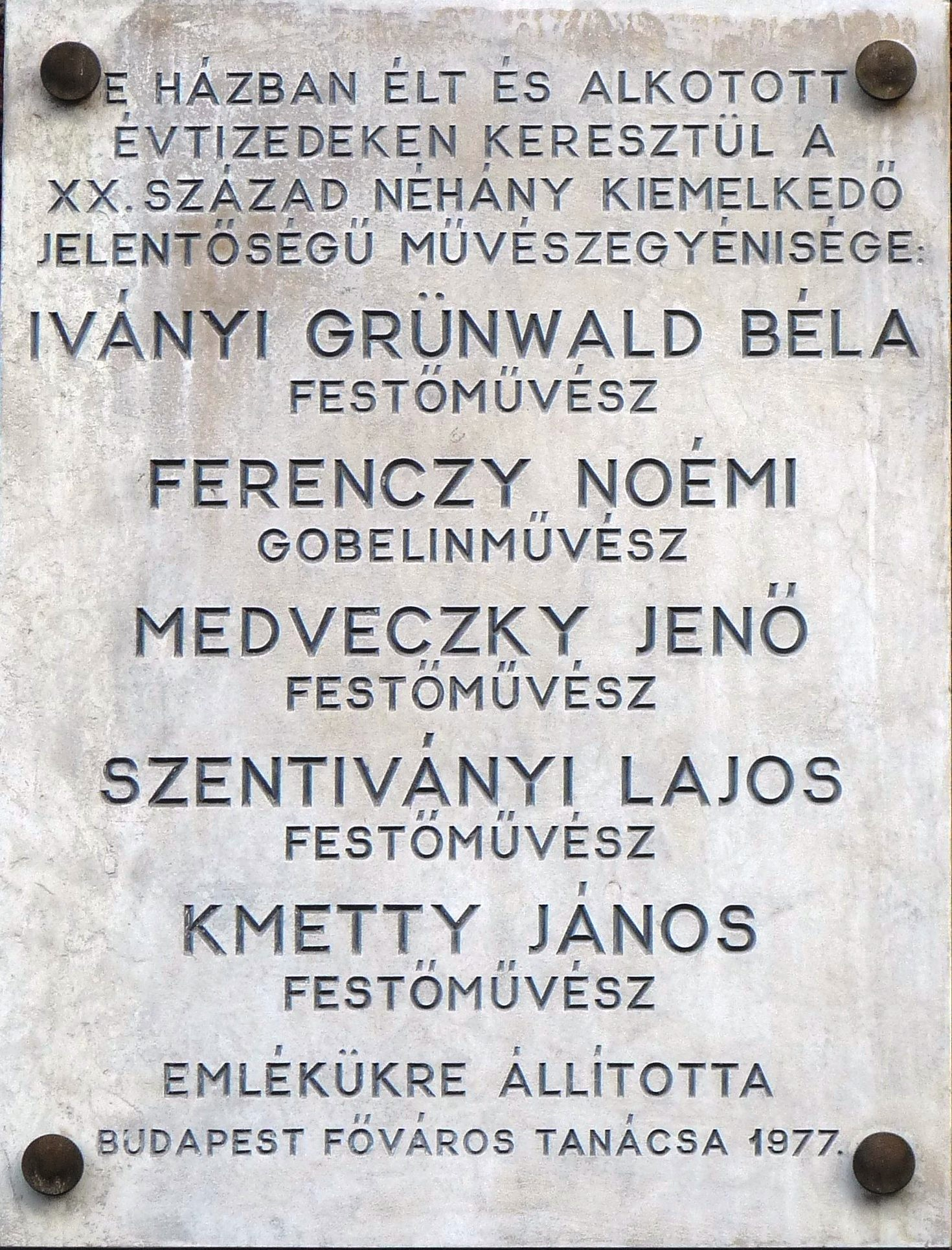
Iványi-Grünwald Bélával, Ferenczy Noémivel, Medveczky Jenővel és Kmetty Jánossal közös emléktáblája

- Csendélet (vegyes technika, papír, 30 x 32,6 cm, 1940, MNG)
- Deák tér (olaj, karton, 1940; városkép)
- Önarckép
- Kettesben estefelé, 1942;
- Hajóhíd holdvilágnál, 1943;
- Esti látogató;
- Olvasás közben;
- Cannes (tempera, karton, 1947; tájkép)
- Este a tengeren (tájkép)
- Karácsony (olaj, vászon, 60 X 80,5 cm; csendélet)
- Tere-fere (akvarell, papír; 35 x 45 cm; életkép)
- Virágok szőlővel (csendélet)
- Pesti Duna-part (városkép, 1954)
- Téli Budapest (városkép)
- Műteremben (enteriőr)
- Balaton-part (tájkép)

## Köztéri művei
- Alumíniumlemez festmény (Csepeli Papírgyár Étterem és Művelődési Ház);
- Viaszkos alsekko (Dániel úti Nyomdász Üdülő);
- Sgraffito (1963, Szeged, Tisza Szálló);
- 1964: sgraffito (1964, Baja, Vízgazdálkodási Technikum);
- Secco (1965, Pápa, Pártház);
- 1967: olajtempera (1967, Miskolc, Borsod-Abaúj-Zemplén megyei Tanács).

## Díjak, elismerések
- Balló Ede-ösztöndíj (1936);
- Légrádi Ottó festészeti díj (1937);
- Nemes Marcell-tájképdíj (1946);
- Szinyei Merse Pál Társaság díja (1948);
- Munkácsy Mihály-díj (1950, 1956);
- Miskolc város nagydíja; Kossuth-díj (1957);
- Érdemes művész (1969).